# Willibald Borowietz
Willibald Erich Franz Josef Borowietz (Ratibor, 17 settembre 1893 – Clinton, 1º luglio 1945) è stato un generale tedesco della Wehrmacht durante la seconda guerra mondiale; venne decorato con la Croce di Cavaliere della Croce di Ferro.

## Biografia

### La prima guerra mondiale
Borowietz intraprese la propria carriera militare dal 5 marzo 1914 quando entrò come cadetto nella 4ª compagnia del 3º reggimento di fanteria della Slesia. Dopo lo scoppio della prima guerra mondiale, venne portato sul fronte occidentale col proprio reggimento. Dopo essere stato ferito il 22 agosto vicino a Cutry-Ugny (dipartimento Meurthe-et-Moselle), fu portato in ospedale a Mannheim e tornò al suo reggimento il 1º settembre. Il 10 settembre venne nuovamente ferito in maniera grave presso Saint-André, occasione nella quale perse l'occhio destro e venne d'urgenza trasportato presso l'ospedale di Breslavia e poi a Bad Landeck. Il 2 ottobre 1914 venne promosso ufficiale.
Il 30 dicembre 1914 divenne secondo in comando nel ed il 22 gennaio del 1915 venne promosso tenente (il brevetto da ufficiale venne retrodatato al 3 luglio 1913). Il 30 gennaio venne trasferito alla 271ª compagnia mitragliatrici in riserva e il 1º giugno venne nominato comandante della medesima compagnia. Dopo un breve periodo di vacanza, tornò al suo reggimento il 18 agosto ma dovette essere nuovamente ricoverato dal 2 settembre di quello stesso anno. Ricevette una nuova protesi oculare e rimase in congedo dal 17 al 25 marzo 1916 a Breslavia. Tornò al proprio reggimento il 27 marzo.
Il 22 maggio, prese il comando della 123ª squadra cecchini e poi divenne capo della 3ª compagnia della 41ª divisione di cecchini dal 1º ottobre 1916. Dopo ulteriori missioni come capo compagnia, venne trasferito al 3º reggimento di fanteria della Slesia n.156 di stanza a Beuthen il 21 giugno 1918, dove divenne vice ufficiale d'ordinanza dal 1º luglio. Dopo aver prestato servizio nello staff del reggimento, venne promosso primo tenente il 18 ottobre. Dopo un periodo di malattia, giunse all'ospedale di riserva di Wiesbaden il 29 ottobre 1918 e lì vide la fine della guerra. Per i suoi successi durante la guerra, Borowietz ricevette entrambe le classi della croce di ferro e il distintivo per i feriti in ferro.

### Il periodo tra le due guerre
Borowietz, dopo la fine della guerra, venne trasferito all'ospedale ausiliario di Wittenberg e, dopo una degenza, poté fare ritorno al suo reggimento il 9 novembre 1918; dal 29 novembre venne nominato comandante del battaglione del 156º reggimento di fanteria a Beuthen. Nel 1919 venne trasferito in Slesia ed entrò quindi nella polizia di Varsavia. L'11 agosto 1931 venne promosso maggiore alla polizia presso la scuola di polizia superiore di Potsdam-Eiche. Nel febbraio del 1934 divenne comandante della Scuola Tecnica di Stato della Polizia di Berlino e dal 1º ottobre 1935 divenne direttore del personale della scuola militare di Wünsdorf e quindi venne assunto come ufficiale di complemento nella Wehrmacht; il 12 ottobre 1937 venne trasferito nello staff della scuola delle truppe corazzate.
Sua moglie, Eva Ledien, di origine ebraiche, si suicidò con l'entrata in vigore delle leggi razziali nell'ottobre del 1938 e pertanto i suoi figli poterono essere riconosciuti ufficialmente come ariani. La sorella di Eva, Käthe (Ledien) Bosse, morì nel campo di concentramento di Ravensbrück il 16 dicembre 1944.

### La seconda guerra mondiale
All'inizio di settembre del 1939, il maggiore Borowietz guidò il 50° dipartimento anticarro di cui era stato nominato comandante nell'attacco alla Polonia. Con la sua promozione a tenente colonnello il 1º aprile 1940, dal maggio di quello stesso guidò la sua unità nella campagna sul fronte occidentale, venendo trasferito dapprima in Francia e poi dall'aprile del 1941 nell'area balcanica. Il 10 giugno venne nominato comandante del 10º reggimento fucilieri che egli guidò personalmente nella campagna sul fronte orientale dalla fine di giugno del 1941 contro l'esercito russo. Nel 1942 venne nominato colonnello e venne trasferito in riserva dal 5 ottobre di quello stesso anno.
Il 10 novembre 1942 il colonnello Borowietz venne nominato comandante della 10ª brigata dei Panzergrenadier per poi passare dopo un paio di settimane alla 15ª Panzer Division di stanza in Nord Africa dopo che il tenente generale Gustav von Vaerst venne promosso a grado superiore. Nel febbraio del 1943 eseguì contrattacchi nell'area di Gafsa e Thelepte fino al passo di Kasserin.
Borowietz si arrese alle forze degli Alleati con gli Afrika Korps in Tunisia. Venne portato come prigioniero di guerra negli Stati Uniti a Camp Clinton presso la città di Clinton, nel Mississippi, dove si suicidò con una scarica elettrica autoinflittasi con un cavo scoperto nella propria vasca da bagno il 1º luglio 1945. Ufficialmente la sua morte venne attribuita ad una emorragia cerebrale. I funerali si tennero alcuni giorni dopo a Fort Benning.